# Средиземноморская кампания (1798)
Средиземномо́рская кампа́ния 1798 года (англ. Mediterranean campaign; фр. Campagne méditerranéenne) — историографический термин, под которым подразумеваются военно-морские операции флота Французской республики под командованием Наполеона Бонапарта в ходе похода в Египет во время Революционных войн. Кампания началась после того, как Франция попыталась захватить Египет, таким образом угрожая Британской Индии и заставить Великобританию заключить договор с Францией.
В мае 1798 года Наполеон покинул Тулон с более чем 40 тыс. солдат и сотнями кораблей, флот Бонапарта отплыл на юго-восток через Средиземное море. За ними следовала небольшая британская эскадра под командованием контр-адмирала сэра Горацио Нельсона, позже усиленная до 13 линейных кораблей, преследование которой было затруднено отсутствием разведывательных фрегатов и надежной информации.
Первой целью Бонапарта был остров Мальта, который находился под властью рыцарей Святого Иоанна и теоретически предоставлял своему владельцу контроль над Центральным Средиземноморьем.
Силы Бонапарта высадились на острове и быстро подавили защитников, захватив портовый город Валетта, прежде чем продолжить путь в Египет. Когда Нельсон узнал о захвате острова французами, он предположил, что французская цель — Египет, и отплыл в Александрию, но прошел мимо французов ночью 22 июня, не обнаружив их, и первым прибыл в Египет.
Не найдя Бонапарта, Нельсон повернул обратно через Средиземное море и в конце концов 19 июля достиг Сицилии. Пока Нельсон возвращался на запад, Бонапарт достиг Александрии и штурмовал город, захватив побережье и ведя свою армию в глубь страны. Его флот, порученный вице-адмиралу Франсуа-Полю Брюе д’Эгаллье, стоял на якоре в боевой линии в заливе Абукир, был разгромлен Нельсоном в битве при Абукире.
После поражения французского флота в Средиземном море другие страны были поощрены присоединиться ко Второй коалиции и начать войну с Францией. Португалия, Неаполитанское королевство, Российская империя и Османская империя впоследствии развернули свои войска в Средиземном море. Русские и турки участвовали в блокаде Египта и операциях в Адриатическом море, в то время как португальцы присоединились к осаде Мальты, которую Нельсон вел дистанционно из своей резиденции в Неаполе. Нельсон, который был ранен в битве на Ниле, стал участвовать в неаполитанской политике и призвал короля Фердинанда начать войну с Францией, что привело к потере его материкового королевства. В Западном Средиземноморье вице-адмирал граф Сент-Винсент, командовавший средиземноморским флотом из Кадиса, развернул свои войска против Менорки, быстро захватил остров и превратил его в важную военно-морскую базу.

## Предыстория

### План Наполеона
В начале 1798 года война Первой коалиции подошла к концу, и французский контроль над Северной Италией, большей частью Нидерландов и Рейнской областью был подтвержден Договором Кампо-Формио. Из всех крупных европейских держав, которые когда-то были союзниками против Французской республики, только Королевство Великобритания оставалось враждебным, и Французская Директория решила положить конец Французским революционным войнам, уничтожив Британию. Была запланирована серия вторжений на Британские острова и 28-летний генерал Наполеон Бонапарт, который победил австрийцев в Италии в предыдущем году, был назначен руководителем Армии Англии, которая была собрана в Булони. Однако Ла-Манш прочно контролировался Королевским флотом, и французские поставки для вторжения, особенно жизнеспособные десантные суда, были совершенно недостаточными для этой цели.